# Gęsia Górka
Gęsia Górka – osada w Polsce, położona w województwie wielkopolskim, w powiecie kępińskim, w gminie Perzów. Miejscowość wchodzi w skład sołectwa Koza Wielka.
W latach 1975–1998 miejscowość administracyjnie należała do województwa kaliskiego.